# Madonna miracolosa

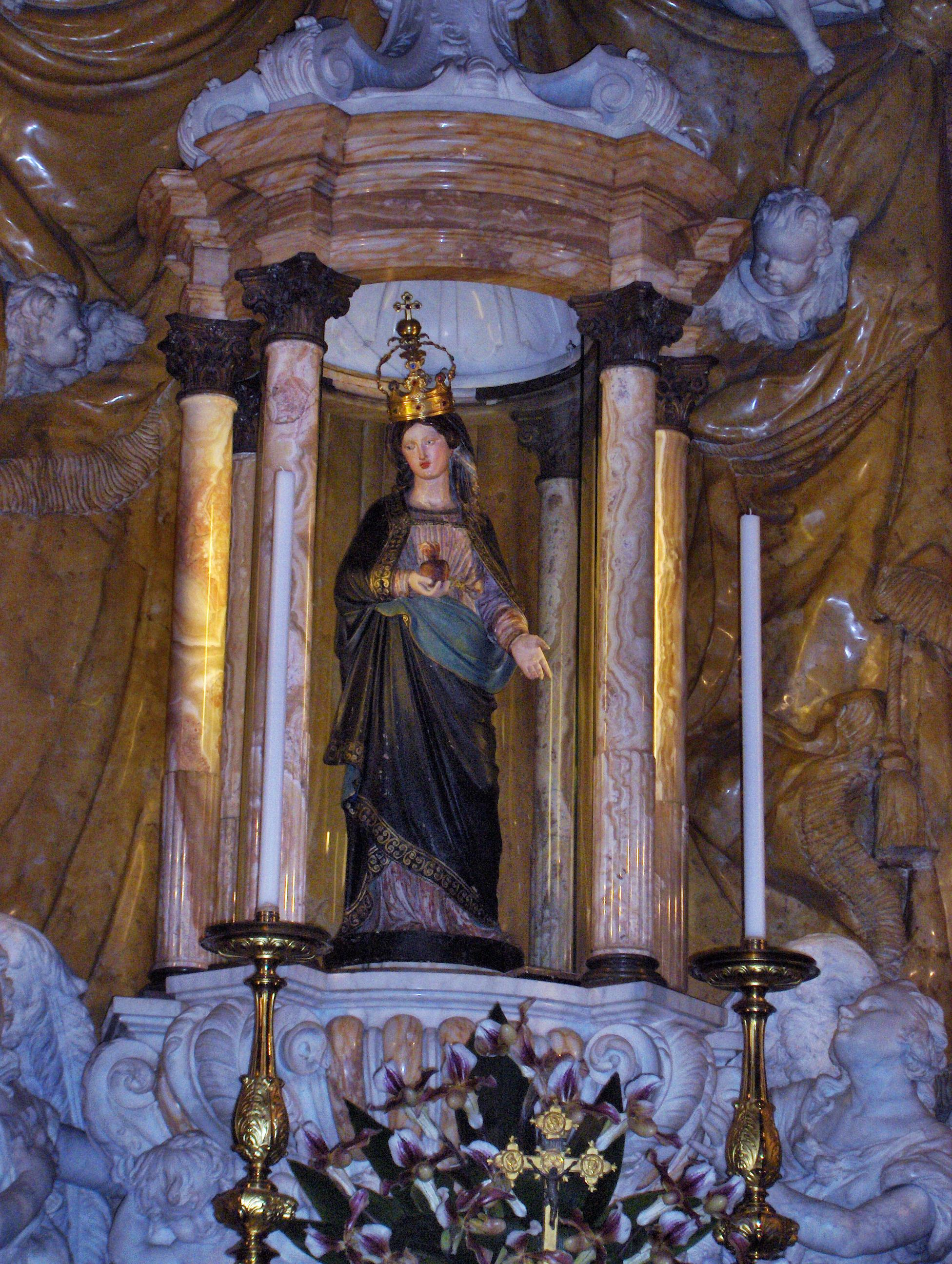
La statua della Madonna miracolosa, nell'omonimo santuario di Taggia

Madonna miracolosa è l'appellativo con cui i cattolici venerano Maria in seguito a un evento, ritenuto miracoloso dalla Chiesa cattolica, verificatosi a Taggia nel 1855: gli occhi di una statua mariana si sarebbero mossi in modo prodigioso; il fenomeno si sarebbe ripetuto anche successivamente.

## Storia
Per solennizzare anche nella sua diocesi la definizione del dogma dell'Immacolata Concezione (8 dicembre 1854), il vescovo di Ventimiglia, monsignor Lorenzo Biale, indisse un ottavario di preghiera, alla conclusione del quale, l'11 marzo 1855, nella basilica dei santi Giacomo e Filippo, situata nel centro storico di Taggia, si sarebbe verificato un evento miracoloso: gli occhi della Madonna, raffigurata da una statua in gesso dedicata al Cuore Immacolato di Maria, donata dallo scultore tabiese Salvatore Revelli, si sarebbero mossi, ruotando e nascondendosi sotto le palpebre, mentre il volto avrebbe assunto il colorito e l'aspetto di una persona viva. Il primo dei numerosi testimoni del fenomeno, ripetutosi nei giorni successivi, in particolare il 12, 17 e 18 marzo, si chiamava Maddalena Dolmetta.
Avendo il parroco, don Stefano Semeria, informato il vescovo, questi aprì un regolare processo canonico, iniziato il 26 marzo 1855, al termine del quale, il 31 maggio 1855, gli atti relativi furono inviati a papa Pio IX, il quale dichiarò l'autenticità del miracolo. Il decreto relativo fu letto il primo giugno 1856, in occasione dell'incoronazione della statua: "Dichiariamo constare abbastanza dei vari e ripetuti movimenti degli Occhi di quel Simulacro, né altrimenti essere avvenuti quegli ammirabili movimenti che per virtù e prodigio di Dio onnipotente. Concediamo a tutti i Predicatori la facoltà di divulgare e dichiarare nella Chiesa quale Miracolo quel fatto ammirabil". Il miracolo si sarebbe ripetuto durante la festa dell'incoronazione e, in seguito, nel 1941 e nel 1956. La basilica è stata elevata al titolo di santuario diocesano il 13 giugno del 2010 dal vescovo monsignor Alberto Maria Careggio.
Nel 1996 il quotidiano Avvenire ha riportato la notizia secondo la quale alcune persone non residenti a Taggia, non al corrente di quanto avvenuto nel passato, avrebbero constatato il movimento dell'occhio sinistro della statua della Madonna durante una loro visita al santuario, avvenuta nell'estate dello stesso anno, informando successivamente il parroco, don Santino Guglielmi, ed esprimendo la loro disponibilità a fornire una testimonianza sotto giuramento.
Una statua simile, sempre opera del Revelli, si trova nella chiesa parrocchiale dei Frati Cappuccini di Loano dove, nel 1864, avrebbe mosso gli occhi e lacrimato mentre le leggi anticlericali piemontesi costringevano i Cappuccini a lasciare la città.